# 平野夏那子
平野 夏那子（ひらの かなこ、10月23日 - ）は、日本の女性声優。ディーカラー所属。

## 略歴
映像テクノアカデミア出身。
2009年2月までは東京俳優生活協同組合、ディーカラーに所属していた。

## 人物
声種はアルト。
特技はピアノ。
免許・資格は書道（毛筆2段・硬筆3段）。

## 出演

### テレビアニメ
- バンブーブレード（2007年、東城高校顧問、紀梨乃の母）
- コケッコーさん（2009年、コン太、コン太ママ）
- スター・ウォーズ/クローン・ウォーズ（テレビシリーズ）（2009年、オーラ・シング、ベティ・ドロイド）
- スティッチ! 〜いたずらエイリアンの大冒険〜（2010年、宇宙スクーター）

### ゲーム
- 維新恋華 龍馬外伝（中岡慎太郎〈子供時代〉）
- サイキン恋シテル?（城ヶ崎リリコ）
- ゴーストリコン ワイルドランズ〈「ホルト」ドム・モレッタ[3]）
- レゴ スター・ウォーズ：スカイウォーカー・サーガ

### 吹き替え

#### 担当女優
アラナ・デ・ラ・ガーザ
- SCORPION/スコーピオン（アドリアナ・モリナ長官）
- LAW & ORDER（コニー・ルビローサ）
- LAW & ORDER:LA（コニー・ルビローサ）

#### 映画
- イントゥ・ザ・ブルー
- エビデンス -全滅-（リアン〈トーレイ・デヴィート〉）
- オー!マイレディ
- かえるくんとマックス（ヤヌス）
- 恋とニュースのつくり方
- コズモポリス（ヴィジャ・キンスキー〈サマンサ・モートン〉）
- スター・ウォーズ/スカイウォーカーの夜明け（ジャナ〈ナオミ・アッキー〉）
- ステイ・フレンズ
- ステップ・シスターズ（ジャミラ〈メガリン・エキカンウォーク〉）
- TIME/タイム（レイラ）
- TEKKEN -鉄拳-（ニーナ・ウィリアムズ）
- ドクターズ・ハイ（ジュリエット・バス）
- トランジット（ロビン〈エリザベス・ローム〉）
- ネバー・サレンダー 肉弾烈戦（レイチェル・ドーズ〈サマー・レイ〉）
- ノクターナル・アニマルズ/夜の獣たち（ローラ・ヘイスティングス〈アイラ・フィッシャー〉）
- パーシー・ジャクソンとオリンポスの神々
- ハンガー・ゲーム（アタラ）
- 127時間（ミーガン・マックブライド）
- 僕の大切な人と、そのクソガキ
- ほぼトワイライト
- マーベル・シネマティック・ユニバース
  - ブラックパンサー/ワカンダ・フォーエバー（アネカ〈ミカエラ・コール〉[4]）
  - サンダーボルツ*（オリヴィア・ウォーカー〈ガヴリエル・ビンドロス〉[5]）
- Mr.ゴールデン・ボール/ 史上最低の盗作ウォーズ
- メガ・パイソン（イーノ）
- ものすごくうるさくて、ありえないほど近い（アストリッド・ブラック）
- ヤング≒アダルト（メアリー・エレン）
- ラブリーボーン
- リンカーン/秘密の書[6]
- ワイルド・スピード MAX（カーラ）※テレビ朝日版
- わが心の友 愛犬デヴォン（パティ）
- 私が愛したヘミングウェイ（メアリー〈パーカー・ポージー〉）

#### ドラマ
- iCarly
- アンフォゲッタブル 完全記憶捜査（ニーナ・イナーラ〈ダヤ・ヴァイジャ〉）
- エデンの東（ジョンジャ）
- NCIS 〜ネイビー犯罪捜査班
- キャッスル 〜ミステリー作家は事件がお好き（ラニ・パリッシュ〈タマラ・ジョーンズ〉）
- クリミナル・マインド2 FBI行動分析課 #6（ブルック）
- クリミナル・マインド 特命捜査班レッドセル
- ケース・センシティブ 静かなる殺人
- ゴシップガール（ドロータ、ヘイゼル・ウィリアムズ）
- コバート・アフェア CIA諜報員アニー
- CSI:科学捜査班
- CSI:ニューヨーク
- CSI:マイアミ
- SUITS/スーツ（ナンシー）
- スキップ・ビート! 〜華麗的挑戦〜
- セックス/ライフ
- CHASE/逃亡者を追え!
- デカメロン（ストラティーリア〈レイラ・ファーザド〉)
- デスパレートな妻たち
- ドリームハイ
- ナース・ジャッキー2
- ニュースルーム
- PERSON of INTEREST 犯罪予知ユニット
- ハーパーズ・アイランド 惨劇の島（コールター）
- 反撃のレスキュー・ミッション
- 犯罪捜査官 アナ・トラヴィス
- ビクトリアス
- フラッシュフォワード（トレーシー）
- プリズン・ブレイク
- BONES シーズン4 #7 （セシリア）
- ホワイトチャペル3 終わりなき殺意
- マーダーズ・イン・ビルディング[7]
- マーベル・シネマティック・ユニバース
  - ワンダヴィジョン（イリーナ・マキシモフ）
  - ファルコン&ウィンター・ソルジャー（ジョンの妻[8]）
- ミディアム 霊能者アリソン・デュボア
- 誘拐交渉人 裏切りの陰謀
- ユーリカ シーズン4（グレイス・モンロー）
- ローマ警察殺人課アウレリオ・ゼン 3つの事件
- 私はラブ・リーガル

#### アニメ
- 冬のソナタ アニメ版（カタリーナ）
- モンスターVSエイリアン
- LEGO スター・ウォーズ/リビルド・ザ・ギャラクシー（ジャナ）